# Robin de Jesús
Robin de Jesús (nascido em 21 de agosto de 1984) é um ator americano de cinema e teatro de ascendência porto-riquenha. Ele recebeu indicações ao Tony Award por seus papéis em In the Heights, La Cage aux Folles e The Boys in the Band.

## Vida e carreira
Robin de Jesús nasceu em Norwalk, Connecticut.
Seu primeiro papel importante foi como Michael no filme independente Camp (2003), onde interpreta um adolescente gay que leva uma surra por usar drag em seu baile. Embora o filme (que também estrelou a jovem Anna Kendrick) tenha passado relativamente despercebido pelo público, ele ganhou seguidores cult entre fãs de teatro musical e adolescentes que se conectaram ao tema marginalizado.
Ele é talvez mais conhecido por interpretar o papel de Sonny no musical da Broadway de 2008, In the Heights, pelo qual recebeu uma indicação ao Tony Award de Melhor Ator Coadjuvante em Musical. Em 2010, ele se juntou ao elenco de La Cage aux Folles como Jacob, o empregado doméstico atrevido, o que lhe rendeu sua segunda indicação ao Tony Award na categoria Ator Coadjuvante. A produção estreou no Longacre Theatre em 18 de abril de 2010. De Jesús deixou a produção em 13 de fevereiro de 2011, substituído por Wilson Jermaine Heredia. De Jesús desempenhou o papel de Boq na produção da Broadway de Wicked no Teatro Gershwin. Em 2019, recebeu uma terceira indicação ao Tony Award, de Melhor Ator Coadjuvante em uma Peça, por seu papel de Emory em The Boys in the Band. Ele reprisou o papel para a adaptação cinematográfica de 2020 produzida para a Netflix.
Em 2021, Jesús interpretou Michael no drama musical tick, tick... BOOM!, a estreia na direção de Lin-Manuel Miranda, pelo qual recebeu elogios da crítica e uma indicação ao Satellite Award de Melhor Ator Coadjuvante - Filme.

## Vida pessoal
Robin é gay.

## Créditos

### Cinema
| Ano  | Título                               | Personagem     |
| ---- | ------------------------------------ | -------------- |
| 2003 | Camp                                 | Michael Flores |
| 2006 | Fat Girls                            | Rudy           |
| 2011 | Gun Hill Road                        | Robin          |
| 2012 | Elliot Loves                         | Hector         |
| 2013 | Hair Brained                         | Romeo Torres   |
| 2013 | Bert and Arnie's Guide to Friendship | Estudante      |
| 2016 | 11:55                                | Rubio          |
| 2020 | Milkwater                            | George         |
| 2020 | The Boys in the Band                 | Emory          |
| 2021 | tick, tick... BOOM!                  | Michael        |

### Televisão
| Ano     | Título                            | Personagem         | Notas                         |
| ------- | --------------------------------- | ------------------ | ----------------------------- |
| 2010    | How to Make It in America         | Adolescente de rua | Episódio: "Crisp"             |
| 2012–16 | Law & Order: Special Victims Unit | Jose Silva         | 5 episódios                   |
| 2022    | Santiago of the Seas              | Pepito             | Episódio: "A Tale of Two-mas" |
| 2022    | Would I Lie to You?               | Ele mesmo          | Episódio: "Boy in a Barrel"   |
| 2022    | Welcome to Chippendales           | Ray Colon          | Papel recorrente              |

### Teatro
| Ano     | Título                                  | Personagem              |
| ------- | --------------------------------------- | ----------------------- |
| 2005    | Rent                                    | Steve/Garçom Anjo (u/s) |
| 2005    | In the Heights                          | Sonny                   |
| 2007    | In the Heights                          | Sonny                   |
| 2008–10 | In the Heights                          | Sonny                   |
| 2010–11 | La Cage aux Folles                      | Jacob                   |
| 2012    | Aladdin                                 | Aladdin                 |
| 2013    | Domesticated                            | Patrono do Bar          |
| 2014    | Mother Jones and the Children's Crusade | Jack Dorsey             |
| 2014–16 | Wicked                                  | Boq                     |
| 2017–18 | Wicked                                  | Boq                     |
| 2018    | The Boys in the Band                    | Emory                   |
| 2023    | Little Shop of Horrors                  | Seymour Krelborn        |

## Prêmios e indicações
| Ano  | Associações                                             | Categoria                                         | Nomeações            | Resultado |
| ---- | ------------------------------------------------------- | ------------------------------------------------- | -------------------- | --------- |
| 2007 | Drama Desk Award                                        | Excelente desempenho de elenco                    | In the Heights       | Venceu    |
| 2008 | Tony Award                                              | Tony Award de Melhor Ator Coadjuvante em Musical  | In the Heights       | Indicado  |
| 2010 | Tony Award                                              | Tony Award de Melhor Ator Coadjuvante em Musical  | La Cage aux Folles   | Indicado  |
| 2010 | Drama Desk Award                                        | Melhor Ator em um Musical                         | La Cage aux Folles   | Indicado  |
| 2019 | Tony Award                                              | Tony Award de Melhor Ator Coadjuvante em uma Peça | The Boys in the Band | Indicado  |
| 2021 | Satellite Award                                         | Melhor Ator Coadjuvante – Filme                   | tick, tick... BOOM!  | Indicado  |
| 2021 | Hollywood Critics Association Film Award                | Melhor Ator Coadjuvante                           | tick, tick... BOOM!  | Indicado  |
| 2021 | Greater Western New York Film Critics Association Award | Melhor Ator Coadjuvante                           | tick, tick... BOOM!  | Indicado  |